# Ленола
Ленола (итал. Lenola) — коммуна в Италии, располагается в регионе Лацио, подчиняется административному центру Латина.
Население составляет 4126 человек, плотность населения составляет 92 чел./км². Занимает площадь 45 км². Почтовый индекс — 04025. Телефонный код — 0771.
Покровителем населённого пункта считается святой Иоанн Креститель. Праздник ежегодно празднуется 24 июня.